# Monóxido de silício

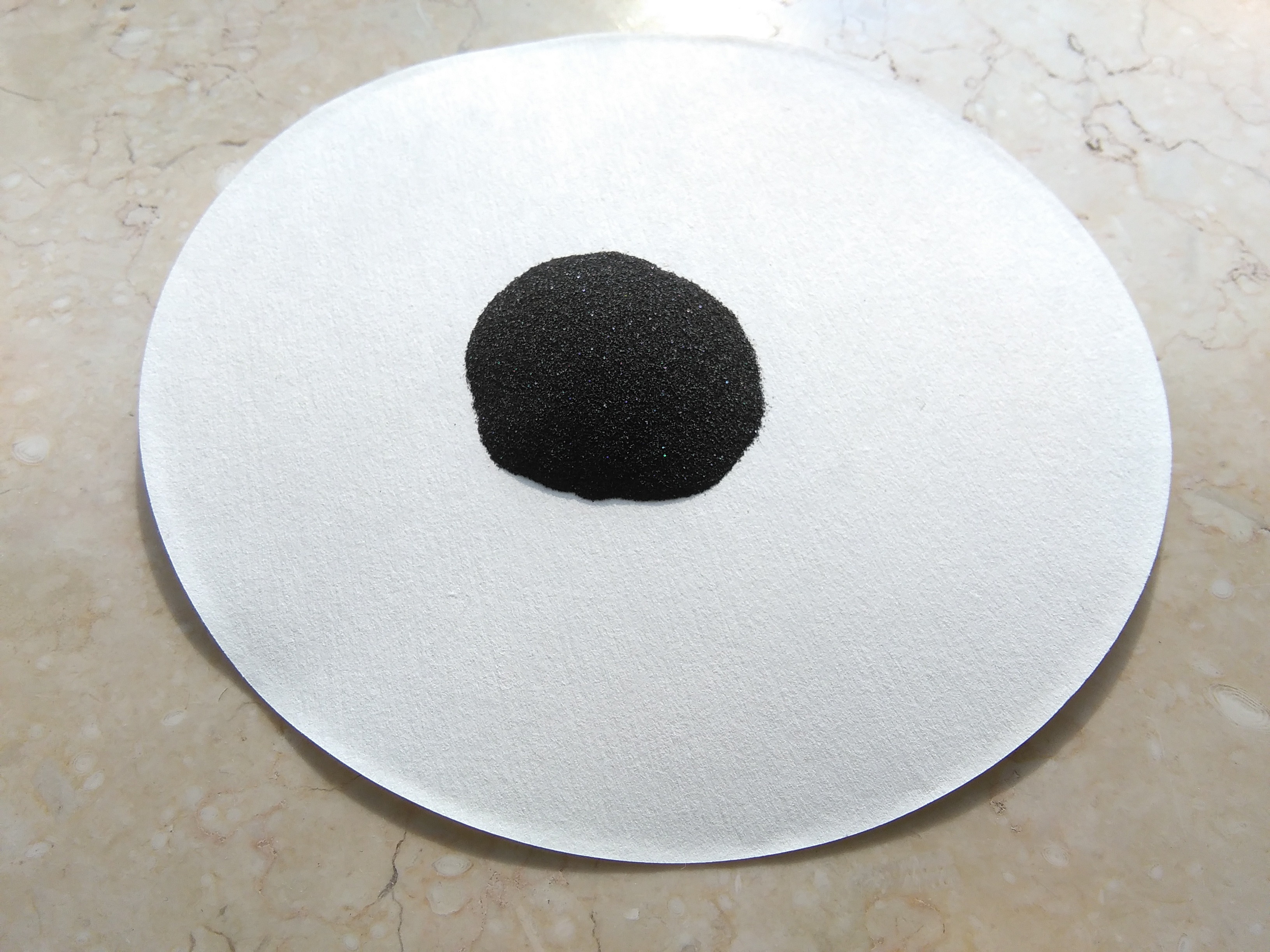
Monóxido de silício

Monóxido de Silício é um composto químico com a fórmula SiO. Presume-se que seja o óxido de silício mais comum do Universo.